# Ulmus gaussenii
Ulmus gaussenii е вид растение от семейство Брястови (Ulmaceae). Видът е критично застрашен от изчезване.

## Разпространение
Разпространен е в Китай.